# (433953) 1997 XR2
(433953) 1997 XR2 (também escrito como (433953) 1997 XR2) é um asteroide próximo da Terra. Ele possui uma magnitude absoluta de 20,9 e tem um diâmetro de 0,1-0,3 quilômetros e uma massa estimada na ordem de 1010 quilogramas.

## Possível impacto com a Terra
Desde o início de 2002 até 24 de fevereiro de 2006, (433953) 1997 XR2 foi considerado como tendo cerca de 1 em 10 000 chance de colidir com a Terra em 01 de junho de 2101, com base em um arco de observação de 27 dias em dezembro de 1997.
Foi classificado com risco de impacto um na Escala de Turim, e foi o único objeto próximo da Terra a ser mais alto do que zero (a escala é de 0-10) até que ele foi acompanhado pelo (144898) 2004 VD17 no nível um em novembro de 2004, e depois, quando 99942 Apófis (então conhecida apenas por sua designação provisória 2004 MN4) foi temporariamente avaliada com nível quatro em dezembro de 2004. (144898) 2004 VD17 e 99942 Apófis estão agora com a classificação de nível zero.
Em 24 de fevereiro de 2006, (433953) 1997 XR2 foi observado pelo Mt. Lemmon Survey após ter sido perdido por mais de 8 anos. O melhor conhecimento de sua órbita eliminou a possibilidade de impacto em 2101. Sabe-se agora que, em 20 de novembro de 2101, o asteroide estará a 0,0392 UA (5 860 000 km) a partir da Terra.

## Descoberta
(433953) 1997 XR2 foi descoberto no dia 4 de dezembro de 1997.

## Órbita
A órbita de (433953) 1997 XR2 tem uma excentricidade de 0,201 e possui um semieixo maior de 1,077 UA. O seu periélio leva o mesmo a uma distância de 0,860 UA em relação ao Sol e seu afélio a 1,294 UA.